# Ruhmannsfelden

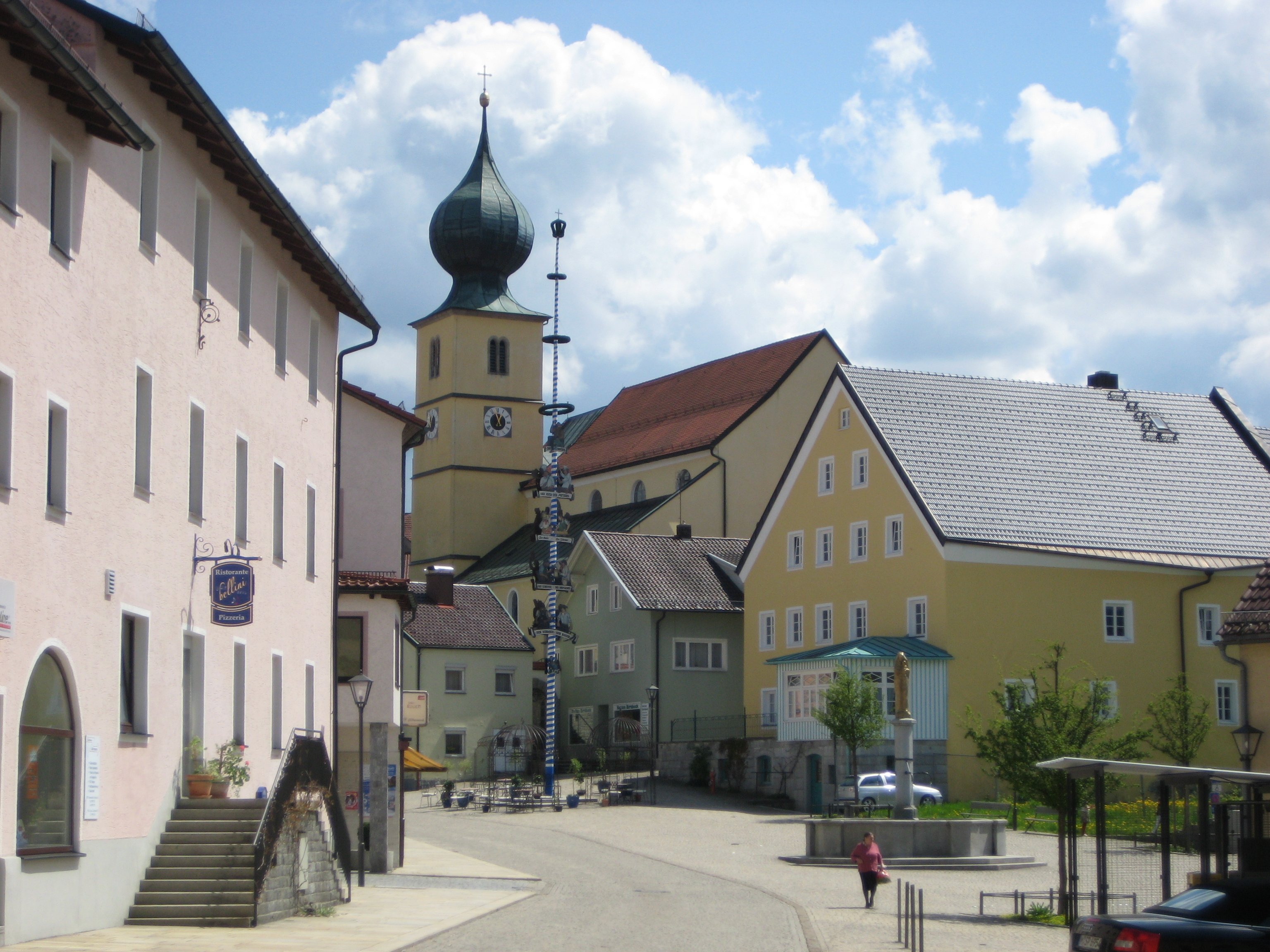
Marktplatz von Ruhmannsfelden

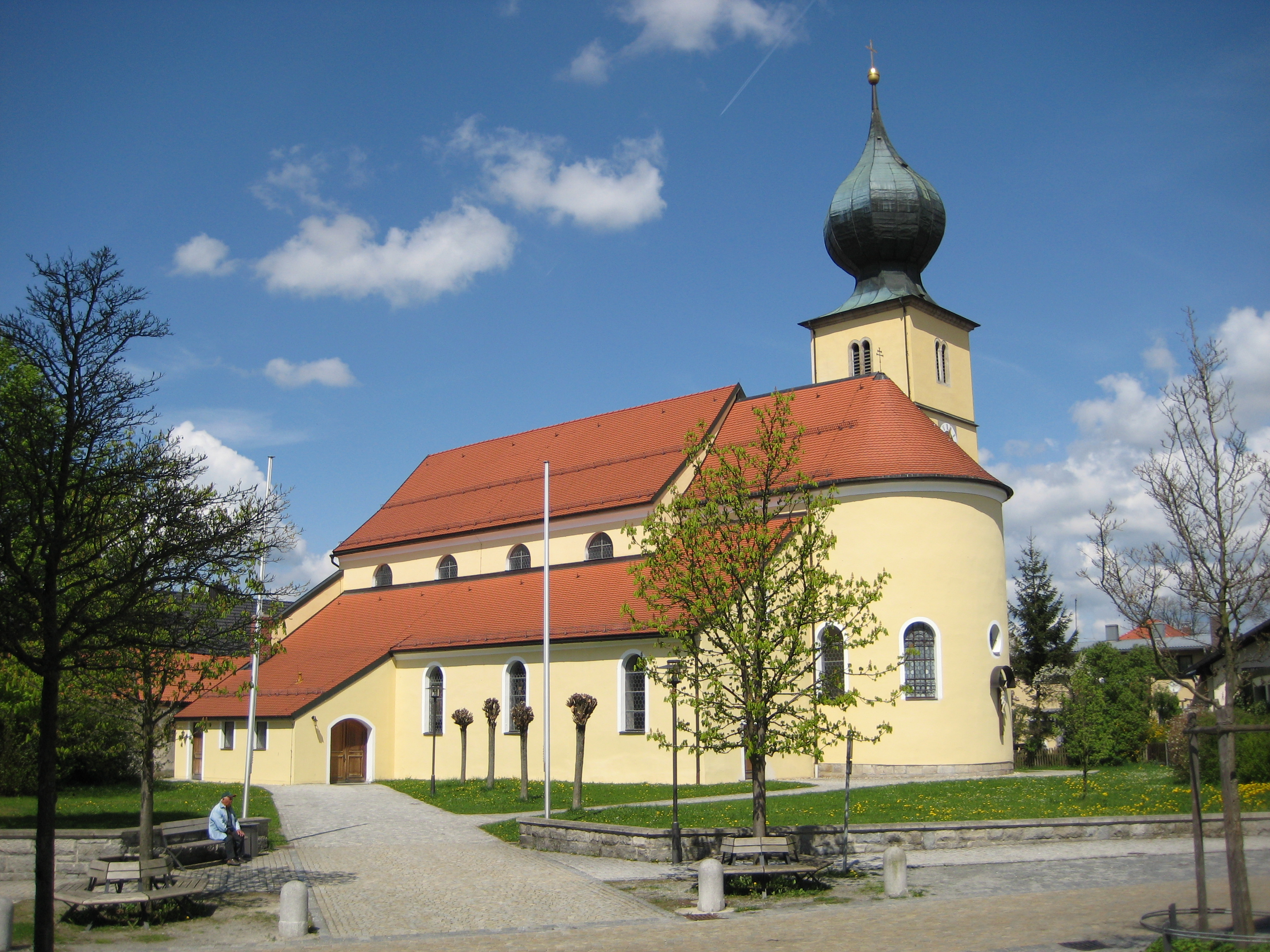
Die Pfarrkirche Sankt Laurentius

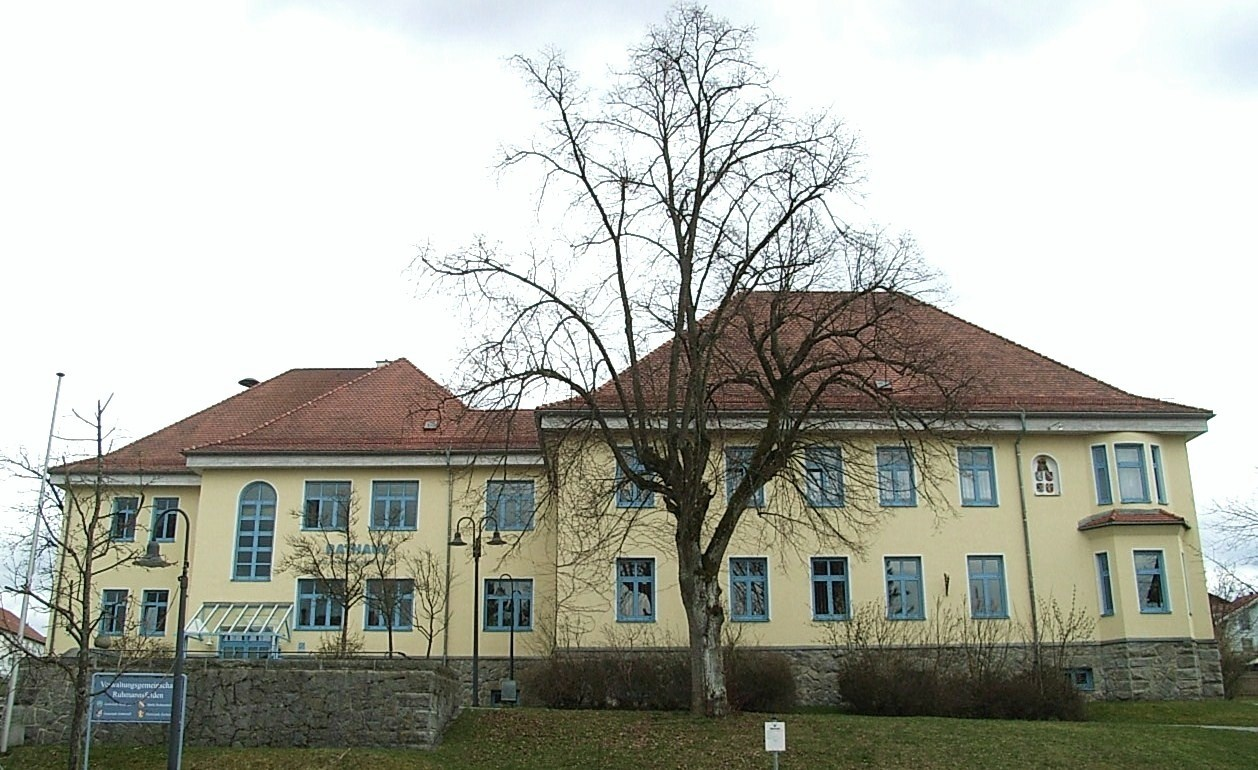
Das gemeinsame Rathaus der Verwaltungsgemeinschaft Ruhmannsfelden

Ruhmannsfelden ist ein Markt im niederbayerischen Landkreis Regen und der Sitz der Verwaltungsgemeinschaft Ruhmannsfelden.

## Geografie

### Geografische Lage
Der staatlich anerkannte Erholungsort Ruhmannsfelden liegt in der Region Donau-Wald im Naturpark des Bayerischen Waldes, genauer im Teisnachtal. Der alte Marktflecken liegt etwa 18 km nördlich von Deggendorf, 15 km südöstlich von Viechtach und 13 km westlich der Kreisstadt Regen.

### Gemeindegliederung
Ruhmannsfelden hat 14 Gemeindeteile (in Klammern ist der Siedlungstyp angegeben):
- Bergerhäusl (Einöde)
- Bergerweid (Einöde)
- Bruckmühle (Einöde)
- Hahnburg (Weiler)
- Hochstraße (Weiler)
- Huberweid (Dorf)
- Leuthenmühle (Einöde)
- Multernhäusl (Einöde)
- Pulvermühle (Dorf)
- Rabenstein (Einöde)
- Ruhmannsfelden (Hauptort)
- Stegmühle (Einöde)
- Steinbreiten (Einöde)
- Stockerholz (Weiler)

Es gibt nur die Gemarkung Ruhmannsfelden.

## Geschichte

### Bis zur Gemeindegründung
Um 1100 stand hier eine feste Burg, die von den Dienstmannen der Grafen von Bogen bewohnt war. Arnold von Ruhmannsfelden kämpfte 1165 in einem Turnier in Zürich, und Gebo von Ruhmannsfelden erschien zwischen 1184 und 1194 in einer Überlieferung von Kloster Oberalteich als Zeuge.
Um die Mitte des 12. Jahrhunderts entstand um die Burg eine Ansiedlung. Nach dem Aussterben der Edlen von Ruhmannsfelden übernahmen nach 1250 die Pfellinger die Burg. Nach dem Tod des letzten Pfellingers fielen dessen Besitzungen an den Landesherrn. Herzog Heinrich XIII. gestattete den Abriss der Burg mit der Auflage, dass die Steine nach Gotteszell zum Ausbau des dortigen Klosters verwendet werden sollten.
Das Rittergut mit dem Ort Ruhmannsfelden wurde 1295 von den bayerischen Herzögen Otto III., Ludwig III. und Stephan I. an das Kloster Aldersbach verkauft. Um 1400, als Jakob von Degenberg zum Vogt über den Ort bestellt wurde, war es bereits zum Markt erhoben worden.
Im Jahr 1496 verkaufte das Kloster Aldersbach den Markt Ruhmannsfelden unter dem Vorbehalt des Wiedereinlösens an die Degenberger. Dies geschah wenige Jahre später, und 1503 kam der Ort durch Tausch an das Kloster Gotteszell. Lediglich die Kirche in Ruhmannsfelden, bis 1652 eine Expositur der Pfarrei Geiersthal, blieb im Besitz von Kloster Aldersbach.
Mit dem Kloster Gotteszell, das viel näher lag als Aldersbach, kam es zu Zwistigkeiten, da Ruhmannsfelden seine Marktrechte durchsetzen wollte. 1522 ging der Markt in Flammen auf.
Der Ort war zwar Teil des Kurfürstentums Bayern, gehörte aber zur geschlossenen Hofmark Gotteszell. 1658 kam Ruhmannsfelden auch in kirchlicher Hinsicht an das Kloster Gotteszell. Nach dem Dreißigjährigen Krieg kam es zu Streit mit Viechtach wegen der in Kriegszeiten gemachten Schulden. 1673 stellte die Regierung den Frieden wieder her und untersagte den Viechtachern ausdrücklich, die Ruhmannsfeldener verächtlich „Hofmärkler“ zu nennen.
Bis zur Säkularisation 1803 gehörte Ruhmannsfelden mit Grund, niederer Gerichtsbarkeit und Seelsorge dem Kloster Gotteszell. Ruhmannsfelden besaß ein Marktgericht, das jedoch nur einen geringen Teil seiner Rechte durchsetzen konnte. Um 1723 wurde es Pfarrei mit dem Besetzungsrecht durch das Kloster Gotteszell. Ab 1806 wurden viele Orte aus der Pfarrei Geiersthal nach Ruhmannsfelden umgepfarrt. Nach der Auflösung der Hofmark entstand im Zuge der Verwaltungsreformen im Königreich Bayern mit dem Gemeindeedikt von 1818 die heutige Gemeinde.

### 19. bis 21. Jahrhundert
In den Jahren 1820, 1889 und 1894 wüteten Brände in Ruhmannsfelden und zerstörten weitgehend die alte Bausubstanz. 1890 erhielt der Markt mit der Eröffnung der Bahnstrecke Gotteszell–Viechtach einen Eisenbahnanschluss. Die über 300-jährige Tradition der Herstellung handgedruckter Webwaren besteht bis heute.

### Einwohnerentwicklung
Zwischen 1988 und 2018 wuchs der Markt von 1966 auf 2048 um 82 Einwohner bzw. um 4,2 %.
| Jahr | Einwohner |
| ---- | --------- |
| 1961 | 2119      |
| 1970 | 2095      |
| 1987 | 1972      |
| 1991 | 2026      |
| 1995 | 2164      |
| 2000 | 2155      |
| 2005 | 2133      |
| 2010 | 2019      |
| 2015 | 2100      |
| 2023 | 1989      |

## Politik

### Marktgemeinderat
Die Kommunalwahlen vom 15. März 2020 und frühere ergaben folgende Sitzverteilungen:
|      | CSU | Neue Liste Ruhmannsfelden | GRÜNE | Ruhmannsfeldener Wählergemeinschaft | Gesamt |
| 2020 | 8   | 6                         | -     | -                                   | 14     |
| 2014 | 8   | 5                         | 1     | -                                   | 14     |
| 2008 | 6   | 6                         | -     | 2                                   | 14     |

### Bürgermeister
Bürgermeister ist Werner Troiber (CSU), der bei den Kommunalwahlen 2014 seinen Vorgänger Josef Brunner (CSU) ablöste. Dieser trat nach 30 Jahren im Amt nicht mehr zur Wahl an.
Troiber wurde am 15. März 2020 ohne Gegenkandidat mit 88,1 % wiedergewählt.

## Wappen
| Wappen von Ruhmannsfelden | Blasonierung: „In Rot ein zweireihig von Silber und Blau gerauteter Schrägbalken, welcher auf die Zisterzienserabtei Gotteszell zurückgeht.“ |
| Wappen von Ruhmannsfelden | Offiziell geführt wird es seit 1819, inoffiziell seit 1519, wobei es hier ein anderes inoffizielles Wappen ablöste.                          |

## Kultur und Sehenswürdigkeiten

### Bauwerke
- Im Südosten von Ruhmannsfelden befindet sich die Osterbrünnl-Kapelle, eine Wallfahrtskapelle.
- Die klassizistische Pfarrkirche Sankt Laurentius wurde nach dem Marktbrand von 1820, den nur der spätmittelalterliche Turm überstand, 1826 bis 1828 nach Plänen von Erasmus Hofstetter aus Passau erbaut.
- Westlich von Ruhmannsfelden nahe bei der B 11 steht die evangelische Gnadenkirche, die 1957/58 nach Plänen des Architekten Eberhard Ritz aus Viechtach gebaut wurde.

### Bodendenkmäler
- Burgstall Am Haus

## Wirtschaft und Infrastruktur

### Wirtschaft einschließlich Land- und Forstwirtschaft
2023 gab es 618 sozialversicherungspflichtig Beschäftigte am Arbeitsort, 867 sozialversicherungspflichtig Beschäftigte am Wohnort und 44 Arbeitslose. Im verarbeitenden Gewerbe gab es zwei Betriebe, im Bauhauptgewerbe vier Betriebe. Zudem bestanden im Jahr 2020 nur noch 12 landwirtschaftliche Betriebe mit einer landwirtschaftlich genutzten Fläche von 185 ha.

### Verkehr
Ruhmannsfelden liegt direkt an der Bundesstraße 11 (Europastraße 53) von Deggendorf nach Bayerisch Eisenstein.
Die nächstgelegene Bahnstation mit regelmäßigem Verkehr befindet sich im drei Kilometer entfernten Gotteszell an der Bahnstrecke Landshut–Bayerisch Eisenstein. Von dort bestehen stündliche Verbindungen nach Plattling und Bayerisch Eisenstein. 
Die Bahnstation von Ruhmannsfelden liegt an der Strecke nach Viechtach der Regentalbahn AG. Ein zweijährige Probebetrieb wurde um weitere mehrere Jahre bis Dezember 2025 verlängert. Nachdem dies durch den zuständigen Landtagsausschuss genehmigt wurde, stimmte der Landtag am 25. April 2024 dafür, die Strecke in den Dauerbetrieb zu überführen.

### Bildung
Es gibt 2023/24 folgende Einrichtungen:
- Kindertagesstätte mit 92 Kindergartenplätzen und 67 Kindern
- Grund- und Hauptschule mit 16 Klassen, 25 Lehrern und 326 Schülern[6]

## Persönlichkeiten
- August Högn (1878–1961), Schulrektor, Heimatforscher und Komponist
- Joseph Lukas (1834–1878), Pfarrer, Abgeordneter des Bayerischen Landtags und im Zollparlament
- Agnes Holler (1881–1904), Missionsschwester und Märtyrin
- Franz Seraph Reicheneder (1905–1976), Pfarrer und Heimatforscher